# فريدي إيلرز
فريدي إيلرز هو صحفي وسياسي إكوادوري، ولد في 30 نوفمبر 1945 في كيتو في الإكوادور. نشط حزبياً في New Country ‏ (1996 – 1996) (2006 – 2006).